# Flexocerus evodianus
Flexocerus evodianus är en insektsart som beskrevs av Li och Wang 1997. Flexocerus evodianus ingår i släktet Flexocerus och familjen dvärgstritar. Inga underarter finns listade i Catalogue of Life.